# 景东树鼠
景东树鼠（学名：Chiropodomys jingdongensis）为鼠科笔尾树鼠属的动物。在中国大陆，分布于云南（景东哀牢山）等地，一般栖息于亚热带常绿阔叶林。该物种的模式产地在云南景东。